# Батурін Олександр Валентинович
Олекса́ндр Валенти́нович Бату́рін (нар. 1 вересня 1983 — пом. 31 січня 2015) — солдат Збройних Сил України, учасник російсько-української війни.

## Життєпис
Мобілізований 17 червня 2014-го військовим комісаріатом Святошинського району до навчального центру «Десна» на 45 днів, у зоні бойових дій з серпня 2014-го; навідник-оператор 2-ї роти танкового батальйону, 30-та окрема механізована бригада.
Загинув 31 січня у бою поблизу селища Чорнухине. Тоді ж загинули командир взводу капітан Роман Башняк та механік-водій молодший сержант Олександр Лимарь.
Перебував у списках зниклих безвісти, ідентифікований за експертизою ДНК. Похований 14 липня 2015 року в селі Германівка.
Без Олександра лишились батьки та сестра.

## Нагороди та вшанування
- Указом Президента України № 553/2015 від 22 вересня 2015 року, «за мужність, самовідданість і високий професіоналізм, виявлені у захисті державного суверенітету та територіальної цілісності України, вірність військовій присязі», нагороджений орденом «За мужність» III ступеня (посмертно)[1].
- Вшановується в меморіальному комплексі «Зала пам'яті», в щоденному ранковому церемоніалі 31 січня[2][3].